# ベイカー・ガーヴィッツ・アーミー
ベイカー・ガーヴィッツ・アーミー（Baker Gurvitz Army）は、イングランドのロック・グループ。ジンジャー・ベイカー（元クリーム）とポールとエイドリアンのガーヴィッツ兄弟（元ザ・ガン、スリー・マン・アーミー）が、1974年に結成した。

## 略歴
クリームは1968年に解散し、ベイカーは1969年にブラインド・フェイスの結成に参画したが、このバンドはそれほど成功したベンチャーとはならずに終焉を迎えた。1970年、彼はジンジャー・ベイカーズ・エア・フォースを結成したが、このバンドも終焉を迎え、物事は彼にとってあまりうまくいかなくなっていった。
ガーヴィッツ兄弟は、ザ・ガンとスリー・マン・アーミーでの成功の後、新しい道を模索して、1974年にベイカーと力を合わせることにした。
最初の年に、1枚のライブ・アルバムとセルフタイトルのデビュー・アルバム（邦題『進撃』）をレコーディングした。後者は、ジャズやアフロビートの影響を受けたベイカーのドラムとハードロックのブレンドを特徴としていた。約8分間の「Mad Jack」は傑出した楽曲であり、アルバムは全米Billboard 200チャートでヒットし、全英アルバムチャートの22位でピークに達した。
続く2枚のスタジオ・アルバム『天上の闘い』（1975年）と『燃えあがる魂』（1976年）にも同様のマテリアルが含まれていたが、これらのアルバムは英国でも米国でもチャート入りしなかった。
1976年、マネージャーの死によって解散した。
2003年、新たなライブ音源の4曲を含むコンピレーション・アルバム『Flying In & Out Of Stardom - The Anthology』が発表された。
2019年、ベイカー病没。享年80歳。 

## メンバー
- ジンジャー・ベイカー (Ginger Baker) - ドラム
- エイドリアン・ガーヴィッツ (Adrian Gurvitz) - ギター、ボーカル
- ポール・ガーヴィッツ (Paul Gurvitz) - ベース、バック・ボーカル
- ミスター・スニップスことスティーヴ・パーソンズ (Mr Snips a.k.a. Stephen W. Parsons) - リード・ボーカル
- ピーター・レマー (Peter Lemer) - キーボード

## ディスコグラフィ

### スタジオ・アルバム
- 『進撃』 - Baker Gurvitz Army (1974年) ※旧邦題『ベイカー・ガーヴィッツ・アーミー』
- 『天上の闘い』 - Elysian Encounter (1975年) ※旧邦題『天上の戦い』『エリジアン・エンカウンター』
- 『燃え上がる魂』 - Hearts On Fire (1976年)

### ライブ・アルバム
- 『ライヴ・イン・ダービー75』 - Live in Derby (2005年)
- Live Live Live (2005年)
- Still Alive (2008年)
- Live in Milan Italy 1976 (2010年) ※『The Official Ginger Baker Bootleg Series』の一部

### コンピレーション・アルバム
- Flying In & Out Of Stardom - The Anthology (2003年)